# Friesenska diskussionsklubben
Friesenska diskussionsklubben var en liberal gruppering i riksdagens andra kammare som verkade under mandatperioden 1897-1899 under ledning av lektorn Sixten von Friesen från Stockholm. Av gruppens trettiotalet ledamöter, främst från städerna, anslöt sig flertalet år 1900 till det nybildade Liberala samlingspartiet, som var föregångare till de nuvarande Liberalerna.

## Riksdagsmän (listan ej komplett)
- Sixten von Friesen (1897-1899)
- Herman Amnéus (1899)
- Anders Apelstam (1899)
- Gundelach Bruzelius (1899)
- Cornelius Faxe (1897-1899)
- Henrik Fredholm (1897-1899)
- Carl Gethe (1899)
- Hugo Hamilton (1897-1899)
- Emil Hammarlund (1897-1899)
- Berndt Hedgren (1898-1899)
- Anders Fredrik Liljeholm (1898-1899)
- Bertrand Lindgren (1899)
- Christian Lovén (1899)
- Ernst Meyer (1899)
- Wilhelm Nilson (1899)
- Theodor Nordström (1899)
- Fritz Pegelow (1897-1899)
- Edvard Ploman (1899)
- Erik Wijk (1897-1899)
- Theodor Zetterstrand (1899)
- August Zotterman (1899)